# Stazione di Suminoe
La stazione di Suminoe (住ノ江駅?, Suminoe-eki) è una stazione ferroviaria delle Ferrovie Nankai situata nel quartiere di Suminoe-ku, a sud della città di Osaka. La stazione è servita dalla linea principale delle ferrovie Nankai.

## Linee e servizi

### Treni
Ferrovie Nankai
● Linea principale Nankai

## Struttura
La stazione si è dotata di due marciapiedi a isola centrale servente quattro binari.
| 1 | ● Linea principale Nankai | per Sakai, Kishiwada, Izumisano, Kansai Aeroporto e Wakayamashi |
| 2 | ● Linea principale Nankai | binario per il sorpasso                                         |
| 3 | ● Linea principale Nankai | per Tengachaya e Namba                                          |
| 4 | ● Linea principale Nankai | per Tengachaya e Namba                                          |

## Stazioni adiacenti
| «                             | Servizio                | »                       |
| Linea Nankai principale       | Linea Nankai principale | Linea Nankai principale |
| ----------------------------- | ----------------------- | ----------------------- |
| Sumiyoshitaisha               | Locale                  | Shichidō                |
| Tutti gli altri treni passano |                         |                         |